# أكمية ثلاثية الألوان
أكمية ثلاثية الألوان (الاسم العلمي: Aechmea tricolor) هو نوع نباتي يتبع جنس الأكمية من فصيلة البروميلية.